# رواقی‌گری
رِواقی‌گری (به انگلیسی: Stoicism)، و به فارسی، «سُتاوندی»، مکتبی فلسفی است که ۳۰۱ سال قبل از میلاد در شهر آتن به‌وسیلهٔ زنون رواقی (کیتیونی) پایه‌ریزی شد. رواقیگری شاخه‌ای از فلسفه اخلاق شخصی است مبتنی بر سیستم منطق و مشاهده ادراکات جهان طبیعی. براساس آموزه‌های این فلسفه انسان‌ها به عنوان موجودات اجتماعی می‌بایست راه رسیدن به خوش‌روانی (خوشبختی، یا نعمت) را پیدا کنند و به حالت رهایی از رنج (یا
ἀταραξία در یونانی گویشِ Attic) برسند - با این پیش فرض که میل به لذت یا ترس از درد باعث افراط و تفریط در زندگی آنها نگردد. در این فلسفه انسان با درک جهان، می‌بایست هماهنگ با طبیعت و با همکاری و رعایت انصاف و رفتاری عادلانه با دیگران در تعامل باشد. نام این فلسفه در زبان‌های اروپایی و نیز عنوان رواقی برای آن، از این رو است که انجمن ایشان در یکی از رواق‌های آتن برگزار می‌شد. واژه stoa در یونان باستان به ایوانی گفته می‌شد که با کاربری از ستون‌ها استوار و ایستانده شده بود. استوار، استوانه، ایستادن و راست (قائم) همه هم‌ریشه با این واژه هستند. ستاوندیان از این رو چنین نامیده شدند که پایه‌گذار آن‌ها زنون در سُتاوند میانی آتن آموزه‌های خود را به شاگردان و پیروانش می‌آموخت. این فلسفه به دنبال کامیابی رفتاردرمانی شناختی دوباره پیش کشیده شد. این روش روان‌درمانی، همچون فلسفهٔ رواقی‌گری، با دگرگونی شیوهٔ فکر کردن و دیدگاه هر کس دربارهٔ خود و جهان اطراف به یاری مردم می‌آید.
مکتب رواقی در قرن دوم میلادی، در روم، نفوذ یافت و حکمایی مانند سنکا، اپیکتتوس و مارکوس آئورلیوس (امپراتور روم) به آن گرویدند. پیروان این فلسفه رواقیون یا سُتاوندیان خوانده می‌شوند. زنون فلسفه را منقسم به طبیعیات، منطق و اخلاق می‌دانست. منطق وی مبتنی بر اُرغنون ارسطو بود، اما می‌گفت که هر معرفتی بالمآل به ادراکات حواس بازمی‌گردد.
نظریهٔ رِواقیون در طبیعیات، اساساً مادی بود. در نظر آن‌ها هرچه حقیقت دارد مادی است. توده و ماده، یا جسم و جان، حقیقت واحد و با یکدیگر مزج کلی دارند. وجود یکی در تمامی وجود دیگری ساری است.
در اخلاق، سُتاوندیان، فضیلت را مقصود بِالذات می‌دانستند، و معتقد بودند که زندگی باید سازگار با طبیعت و قوانین آن باشد، و می‌گفتند که آزادی واقعی وقتی حاصل می‌شود که انسان، شهوات و افکار ناحق را به یکسو نهد و در وارستگی و آزادگی اهتمام ورزد. لذت باید معنوی باشد نه مادی، و به‌همین جهت از مال و جاه باید چشم پوشید و بر نفس تسلط یافت و به‌قناعت و درویشی زیست تا آسایش‌خاطر فراهم گردد. البته جمعی از عوام، که نسبت‌به فلسفه‌ی رواقی اطلاعی نداشتند، رواقیان را، برخلاف حقیقت، عیاش و خوشگذران خواندند و آنان را بدین اوصاف مشهور ساختند.
فلسفهٔ اخلاقی سُتاوندی تأثیرگذارترین جریان اخلاقی-فلسفی در طول تاریخ است، که پانصد سال به درازا انجامید و از دوره فروپاشی امپراتوری اسکندر مقدونی ۳۰۰ (پیش از میلاد) تا ۲۰۰ (میلادی) ادامه داشت. مکتب رواقی به سه دوره تقسیم می‌شود:
- دورهٔ ابتدایی با حضور چهره‌هایی همچون زنون کیتیونی که مؤسس این مکتب بود.
- دورهٔ میانی و اشخاصی چون پانائتیوس و پوسیدونیوس.
- دورهٔ جدید و افرادی مانند سنکا، اپیکتت و مارکوس آئورلیوس.

رواقیون اگرچه خدا را فاعل می‌دانستند، اما فاعل و منفعل را از یکدیگر جدا نمی‌دانستند و پیش از عالمان اسلامی، انسان را عالم صغیر و جهان را عالم کبیر معرفی کرده‌اند. رواقیون جهان را حکومتی جهانی در نظر می‌گرفتند که انسان می‌تواند در آن با احترام گذاشتن به قوانین اجتماعی، شهروند محسوب شود.
فضایل اخلاقی رفتارهایی عاقلانه محسوب می‌شوند که همراه و همگام با طبیعت قانونمند هستند و این همراهی با قوانین طبیعت دقیقاً شرط خوشبختی انسان است. بدبختی زمانی است که انسان تسلیم هوای نفس، شهوت و خودمداری شود. در واقع ایدئال اخلاقی رواقیون را می‌توان در سردی و بی‌شهوتی مشاهده کرد. این در عین حال به هیچ وجه به معنی انفعال و بی تحرکی نیست، بلکه نشانهٔ روحی آرام، داشتن کنترل هوای نفس و توانایی رفع نیازهای عقلانی است.
رواقیون انسان را به انجام وظیفهٔ طبیعی عاقلانه دعوت می‌کنند، و هدف را رسیدن به نظم درونی، تکامل فردی در سایه زندگی اجتماعی و رفتار خوب با دیگر افراد می‌دانند.
تمام فلسفه‌های باستانی معتقد بودند که هدف نهایی زندگی رضایت خاطر است. به عقیدهٔ رواقیون این رضایت خاطر از زندگی موافق طبیعت (Living in agreement with nature) به دست می‌آید که گاه با شعار «از طبیعت پیروی کن» مطرح می‌شود؛ اما در اینجا این سؤال مطرح می‌شود که طبیعت انسان و طبیعت جهان چیستند که باید موافق آن‌ها زیست؟
به عقیدهٔ رواقیون، بخشی از موافق طبیعت زیستن استفاده از قوهٔ تعقل برای دستیابی به فضیلت است؛ فضیلت در این معنا به معنی دستیابی به تعالی (excellence) انسانی است. «برای موجود منطقی یک عمل واحد همزمان مطابق طبیعت و مطابق عقل است.» به عبارتی انسان باید کاری که توسط طبیعت ناتمام مانده‌است، یعنی کمال خود را، از طریق استفاده از برترین قوهٔ خود، عقل، به دست آورد. از این رو رواقی‌گری فلسفه‌ای است که به ما می‌آموزد که چگونه به فضیلت و برتری دست یافته و بهترین خود شویم.
یکی از اساسی‌ترین محورهای رواقی‌گری که توسط اپیکتتوس مطرح می‌شود فرق گذاشتن بین آنچه در کنترل ماست و آنچه در کنترل ما نیست است. به عقیدهٔ رواقیون عمدهٔ خوبی‌ها در زندگی مانند احساسات، اعمال و افکار، در حوزهٔ کنترل ما قرار دارند و سایر چیزها معیار زندگی خوب نیستند و به عبارتی «بی‌تفاوت» اند. با داشتن چنین رویکردی کسی نمی‌تواند بهانه‌ای برای نیک نزیستن بیاورد زیرا هر شخص می‌تواند زندگی خوب را به دست بیاورد و محقق شدن چنین چیزی برخورد صحیح با اموری است که در کنترل خود شخص است. رواقی‌گران سعی می‌کنند با دنبال کردن طبیعت انسانی خود و به‌دست آوردن فضائلی همچون خرد، عدل و کنترل بر خویشتن به زندگی خوب دست یابند.
علاوه بر این، رواقیان تأکید کردند که همه فرایندهای طبیعی، مانند بیماری و سلامتی، تابع قوانین ناگسستنی طبیعت هستند؛ بنابراین انسان باید یاد بگیرد که سرنوشت خود را بپذیرد. هیچ چیز به‌طور تصادفی اتفاق نمی‌افتد. همه چیز از روی ضرورت اتفاق می‌افتد؛ بنابراین زمانی که سرنوشت در زد، شکایت کردن دیگر فایده‌ای ندارد. آنها فکر می‌کنند که انسان باید رویدادهای خوب زندگی را بدون نگرانی بپذیرد. از این جهت با کلبیان نسبت نزدیکی دارند، که مدعی بودند که همه وقایع بیرونی بی‌اهمیت هستند. حتی امروزه هم، اصطلاح «آرامش رواقی» در مورد کسی که اجازه نمی‌دهد احساساتش بر او غلبه کند به کار می‌رود.